# Позь
Позь — река в России, протекает в Усольском районе Пермского края. Устье реки находится в 864 км по левому берегу Камского водохранилища. Длина реки составляет 14 км
Исток реки в 4 км к юго-западу от села Белая Пашня. Течёт главным образом в северо-западном направлении. Всё течение проходит по ненаселённому лесу.

## Данные водного реестра
По данным государственного водного реестра России относится к Камскому бассейновому округу, водохозяйственный участок реки — Кама от города Березники до Камского гидроузла, без реки Косьва (от истока до Широковского гидроузла), Чусовая и Сылва, речной подбассейн реки — бассейны притоков Камы до впадения Белой. Речной бассейн реки — Кама.
По данным геоинформационной системы водохозяйственного районирования территории РФ, подготовленной Федеральным агентством водных ресурсов:
- Код водного объекта в государственном водном реестре — 10010100912111100007697
- Код по гидрологической изученности (ГИ) — 111100769
- Код бассейна — 10.01.01.009
- Номер тома по ГИ — 11
- Выпуск по ГИ — 1